# Yattering
Yattering – polska grupa muzyczna wykonująca death metal. Powstała w 1991 roku w Gdańsku. Formacja została rozwiązania w 2006 roku z dorobkiem czterech albumów studyjnych. Nazwa grupy została zaczerpnięta z tytułu opowiadania angielskiego pisarza Clive’a Barkera - „The Yattering and Jack”.

## Historia
Zespół powstał w 1991 roku w Gdańsku z inicjatywy perkusisty Łukasza Kuskowskiego, oraz Marcina Świerczyńskiego.
W 1996 roku po rozpadzie zespół wznowił działalność z inicjatywy wokalisty i basisty Marcina „Svierszcza” Świerczyńskiego, gitarzysty Marka „Hudego” Chudzikiewicza. Dołączył do nich perkusista „Ząbek” Gołębiewski. W grudniu tego samego roku ukazała się pierwsza kaseta demo formacji zatytułowana The Sick Society. Okładka demo to żołnierz amerykański z 25. Dywizji Piechoty zbierający zwłoki martwego żołnierza Viet Conga. Muzeum Wojny, Ho Chi Minh, Wietnam. https://archivesofkhazad-dum.blogspot.com/2011/12/us-soldier-picking-up-corpse-of-dead.html
. 2 listopada 1997 roku ukazała się druga kaseta demo Yattering pt. Promo '97. Debiutancki album pt. Human’s Pain został wydany 2 czerwca 1998 roku. Wydawnictwo ukazało się nakładem wytwórni muzycznej Moonlight Productions. Również w 1998 roku do zespołu dołączył drugi gitarzysta, Mariusz „Trufel” Domaradzki. W 1999 roku grupa podpisała kontrakt z agencją Massive Management, która doprowadziła do podpisania przez muzyków kontraktu z wytwórnią Season of Mist. 
W 2000 roku na kasecie VHS pt. Creative Chaos ukazał się koncert Yattering zarejestrowany tego samego roku w krakowskim studiu Łęg. 22 sierpnia ukazał się drugi album studyjny zespołu zatytułowany Murder’s Concept. Również w sierpniu muzycy rozwiązali umowę z Massive Management z powodu odmiennych koncepcji rozwoju Yattering. Tego samego roku za sprawą Relapse Records, nagrania Yattering ukazały się na kompilacji Polish Assault. W 2001 roku grupa przystąpiła do realizacji kolejnego album zatytułowanego III. Wydawnictwo prezentujące eksperymentalny heavy metal z wpływami muzyki elektronicznej odebrano jako nieporozumienie. Wkrótce doszło do rozwiązania kontraktu z bieżącym wydawcą grupy. W 2002 roku wydawnictwo Creative Chaos zostało wznowione na płycie DVD, bez formalnej zgody muzyków.
25 marca 2003 roku nakładem Candlelight Records ukazała się trzecia płyta grupy pt. Genocide. Nagrania zostały zarejestrowane w Red Studio we współpracy z producentem muzycznym Piotrem Łukaszewskim. Wydawnictwo było promowane podczas festiwali i koncertów Europie wraz grupami Exploited, Entombed, Sick of It All, Hatebreed, Centurion czy Mess Age. W lutym 2004 roku w gdyńskim klubie Ucho został zarejestrowany teledysk do utworu „Panic in a Sea of Blood”. Produkcji obrazu podjął się Patryk Chyła. Również w 2004 roku bez wiedzy zespołu firma Metal Mind Productions wydała album koncertowy pt. Live Extermination. Tego samego roku grupa wystąpiła na trasie koncertowej Sworn Allegiance Tour 2004 wraz z grupami Unleashed i In Battle. Rok później nakładem Chaos III Production ukazał się album III promowany podczas koncertów w Polsce. W lipcu tego samego roku z zespołu odszedł perkusista Marcin „Ząbek” Gołebiewski. W 2006 roku w wyniku różnic dotyczących kierunku działalności formacja została rozwiązana. Świerczyński skupił się na działalności swojego zespołu Sainc, z kolei Domoradzki powołał formację Masachist.

## Muzycy
- Marcin „Svierszcz” Świerczyński – gitara basowa, wokal prowadzący (1996-2006)
- Marek „Hudy” Chudzikiewicz – gitara rytmiczna, gitara prowadząca (1996-2006)
- Mariusz „Trufel” Domaradzki – gitara rytmiczna, gitara prowadząca (1998-2006)
- Marcin „Ząbek” Gołębiewski – perkusja (1996-2005)

## Dyskografia
| Albumy studyjne - Human’s Pain (1998, Moonlight Productions) - Murder’s Concept (2000, Season of Mist) - Genocide (2003, Candlelight Records) - III (2005, Chaos III Production) | Inne - The Sick Society (demo, 1996, wydanie własne) - Promo '97 (demo, 1997, wydanie własne) - Polish Assault (kompilacja, 2000, Relapse Records) - Creative Chaos (VHS, 2000, Metal Mind Productions) |

## Nagrody i wyróżnienia
| Rok  | Kategoria                          | Nagroda                    | Nota      |
| ---- | ---------------------------------- | -------------------------- | --------- |
| 2001 | Nadzieja roku                      | Plebiscyt Tylko Rock, 2000 | 6 miejsce |
| 2001 | Najlepszy montaż („Anal Narcotic”) | Yach Film                  | Nominacja |